# Prieros-Ziegelei
Prieros-Ziegelei ist ein Wohnplatz im Ortsteil Gräbendorf der Gemeinde Heidesee im Landkreis Dahme-Spreewald in Brandenburg.

## Geografische Lage
Der Wohnplatz befindet sich im südlichen Teil der Gemarkung am Ostufer des Streganzer Sees.
Nordnordwestlich liegt der weitere Wohnplatz Prieroser Mühle, südsüdwestlich der Wohnplatz Streganz-Pechhütte. Östlich befindet sich am Blauen See der Wohnplatz Streganzberg.

## Geschichte
Ausweislich eines Ortsverzeichnisses gab es im Jahr 1858 in Prieros zwei Ziegeleibetriebe, die Krügers Ziegelei und Busch Ziegelei. Diese wurden mit der Bildung der Landgemeinde Prieros im Jahr 1931 als Streganzer Ziegelei und Prieroser Ziegelei bezeichnet. Die Streganzer Ziegelei befand sich in der Nähe des heutigen Wohnplatzes Streganzberg. Dort erinnert im 21. Jahrhundert nur noch eine amtlich gewidmete Straße Streganzer Ziegelei an die ehemalige Fertigungsstätte, die 1834 Gottfried Krüger gehörte. Nördlich hiervon wurde am heutigen Blauen See bis 1943 Ton abgebaut und mit Loren zum Maschinenhaus transportiert. Ab 1957 erschien nur noch der Wohnplatz Ziegelei Prieros.